# Henrik Lax

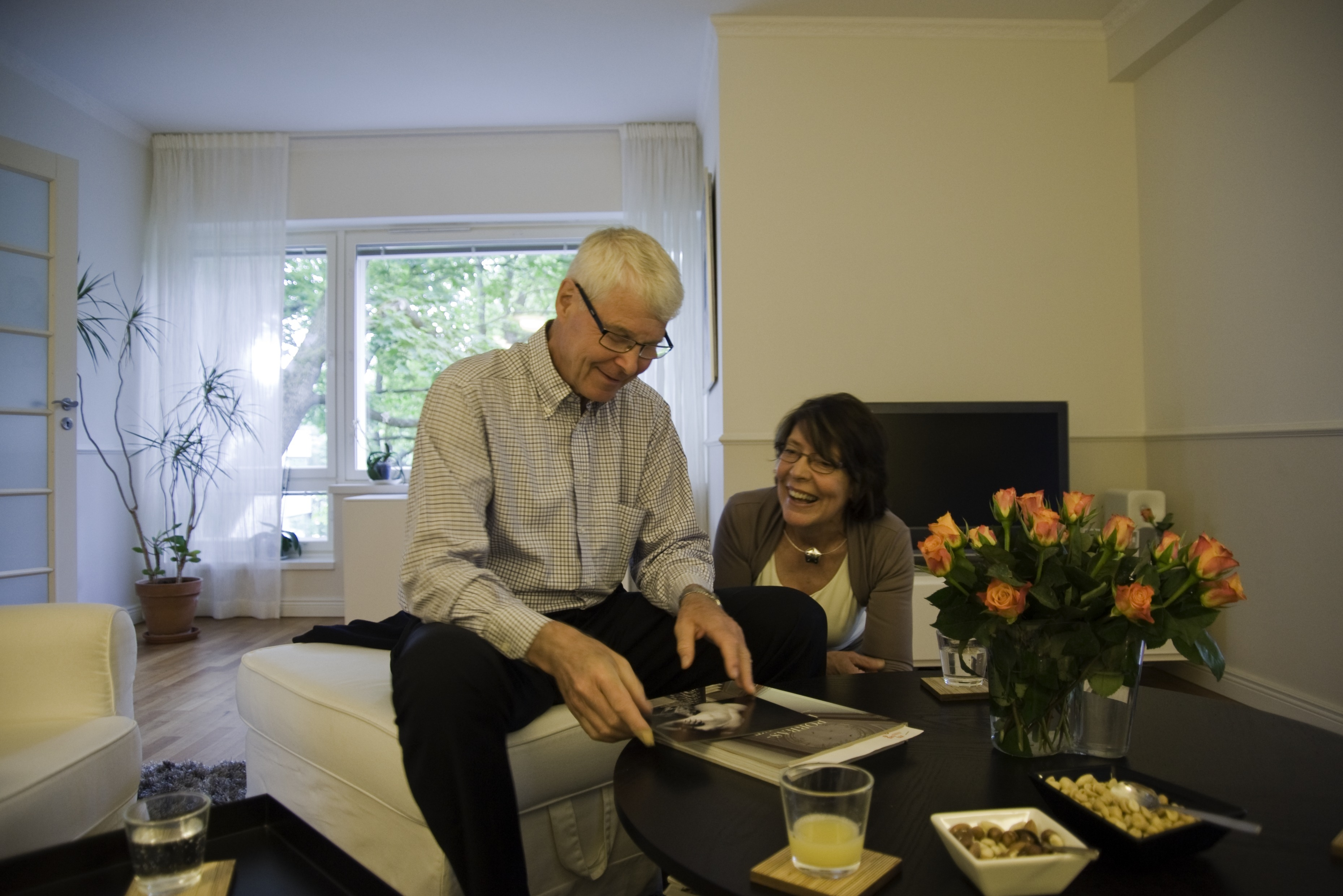
Henrik und Anna-Kristina Lax im Jahr 2013.

Rolf Henrik Richard Lax (* 6. Mai 1946 in Helsinki) ist ein finnischer Politiker der Schwedischen Volkspartei und von 2004 bis 2009 Mitglied des Europäischen Parlaments.

## Biografie
Lax studierte Rechtswissenschaft an der Universität Helsinki, wo er 1969 seinen Master of Laws erhielt. In den folgenden Jahren arbeitete er als Anwalt bei einem Kreisgericht und als Jurist und Ausschusssekretär im Steuerausschuss des Industrieverbands. 1973 schloss er an der Schwedischen Handelshochschule in Helsinki auch seine Wirtschaftsausbildung als Diplomökonom ab und wurde daraufhin Jurist bei dem Maschinenunternehmen Tampella. Im Lauf der nächsten Jahre hatte er bei Tampella diverse Positionen inne, unter anderem als Leiter der Verwaltung der Tochtergesellschaften, bevor er 1987 das Unternehmen verließ. Seit 1988 ist er Verwaltungsrat einer Lebensversicherungsgesellschaft, seit 1995 auch bei der Alkoholgesellschaft Alko.
Von 1987 bis 2004 war Lax für die Schwedische Volkspartei Mitglied im Finnischen Parlament. In dieser Zeit war er unter anderem als Vorsitzender des Zivilrechtsausschusses, stellvertretender Vorsitzender der Fraktion, Mitglied und teilweise auch stellvertretender Vorsitzender des auswärtigen Ausschusses und Mitglied des Verfassungsausschusses tätig. Von 1993 bis 2005 war er Vorsitzender der Schwedischen Nationalversammlung.
Bei der Europawahl 2004 wurde Lax in das Europäische Parlament gewählt, wo er Mitglied im Ausschuss für bürgerliche Freiheiten, Justiz und Inneres, im Nichtständigen Ausschuss zum Klimawandel und in der Delegation im Parlamentarischen Kooperationsausschuss EU-Russland war. Er gehörte der Fraktion der Allianz der Liberalen und Demokraten für Europa an. Nach der Europawahl 2009 schied Lax aus dem Parlament aus.
Bei der Finnischen Präsidentenwahl 2006 wurde Lax von seiner Partei als Kandidat aufgestellt. Er erhielt 48.703 Stimmen, was 1,6 % der abgegebenen Stimmen ausmacht und wurde damit siebenter von acht Kandidaten.
Lax gehört zu der Minderheit der Finnlandschweden. Er ist seit 1969 verheiratet mit Anna-Kristina Lax und hat drei erwachsene Kinder. Sein Rang beim Militär ist der eines Kapitäns.

## Auszeichnungen
- Offizierskreuz der Französischen Ehrenlegion
- Ritter der ersten Klasse des Finnischen Ordens der Weißen Rose